# Atheta cauta
Atheta cauta är en skalbaggsart som först beskrevs av Wilhelm Ferdinand Erichson 1837.  Atheta cauta ingår i släktet Atheta, och familjen kortvingar. Arten är reproducerande i Sverige.